# Hans von Ulm (II.)
Hans von Ulm (auch: Hans Ulmer II. bzw. der Jüngere; * vor 1491; † nach 1516) war ein Steinmetz und Baumeister der Spätgotik. Seine Tätigkeit im mittleren Neckarraum ist von 1491 bis 1516 durch Inschriften und Steinmetzzeichen bei mehreren Kirchenbauten nachgewiesen.

## Leben
Über das Leben Hans von Ulms ist wenig bekannt. Sein Vater Hans Ulmer der Ältere von Landau war der Baumeister von Chor und Turm der Waiblinger Michaelskirche. Hans von Ulm wurde wohl von seinem Vater in Landau ausgebildet und arbeitete später unter väterlicher Aufsicht mit an der Michaelskirche. Einer Chronik des späten 16. Jahrhunderts zufolge soll er verhindert haben, dass der von seinem Vater erbaute Turm durch Herzog Ulrich abgerissen wurde. Nach 1516 gibt es keine Nachweise mehr von Hans von Ulm.

## Bauwerke
Die im Folgenden aufgelisteten Kirchenbauten können dem Werk Hans von Ulms sicher zugeordnet werden.

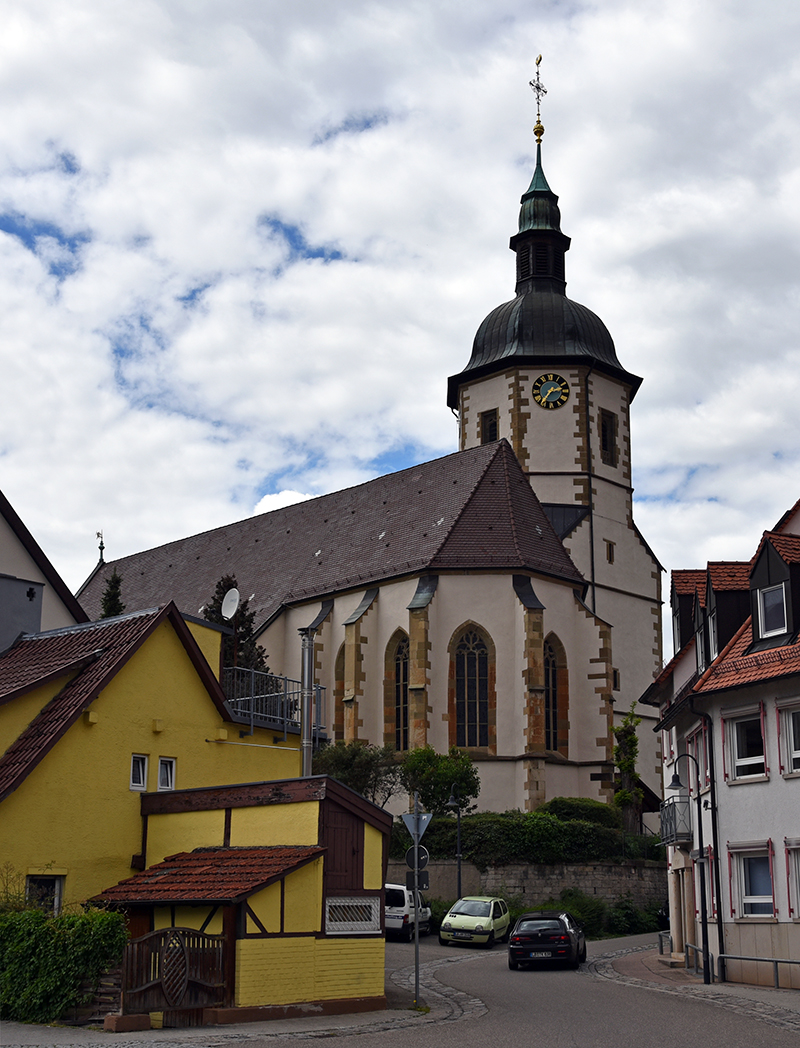
Januariuskirche in Oßweil
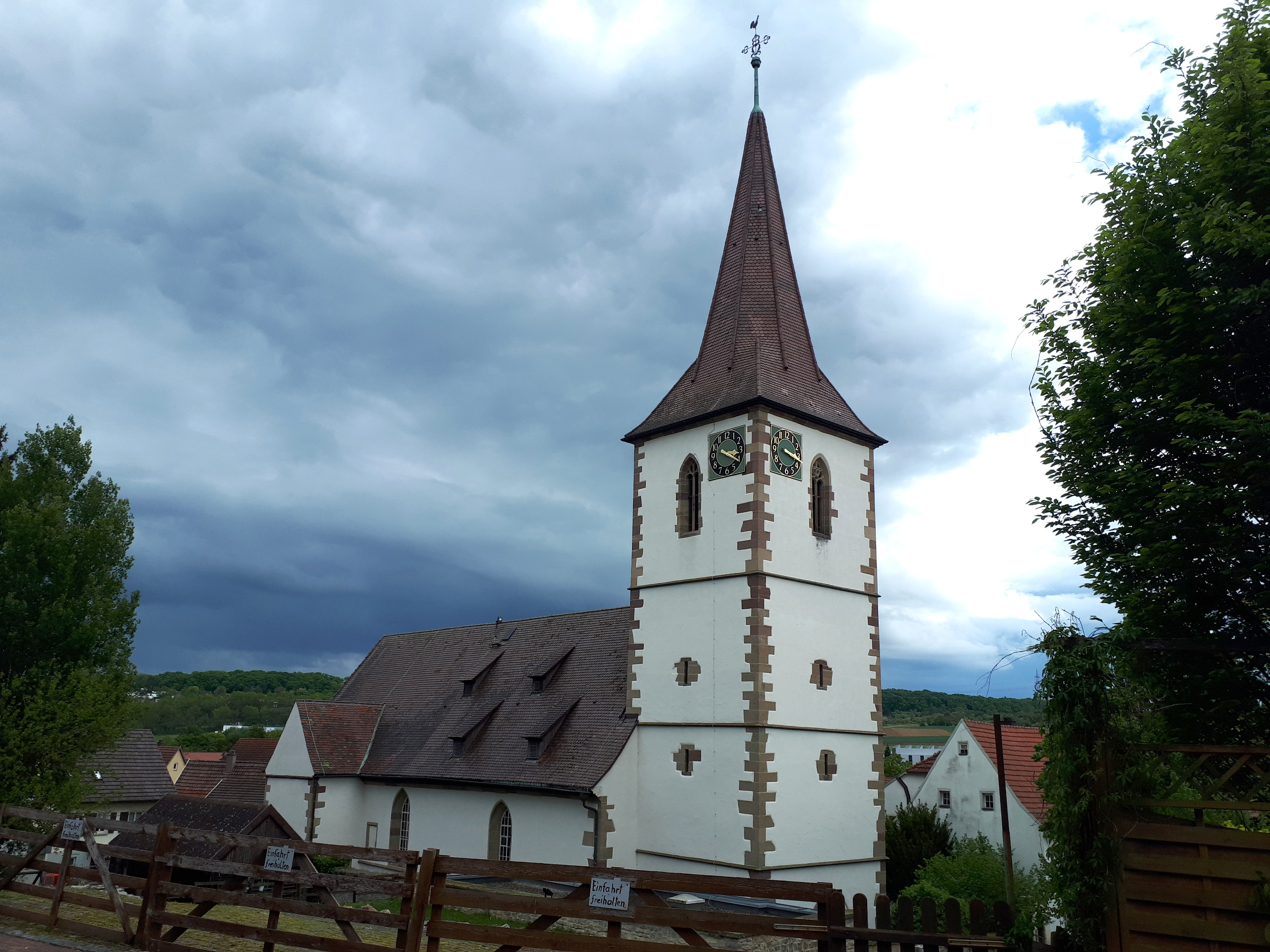
Margaretenkirche in Aldingen
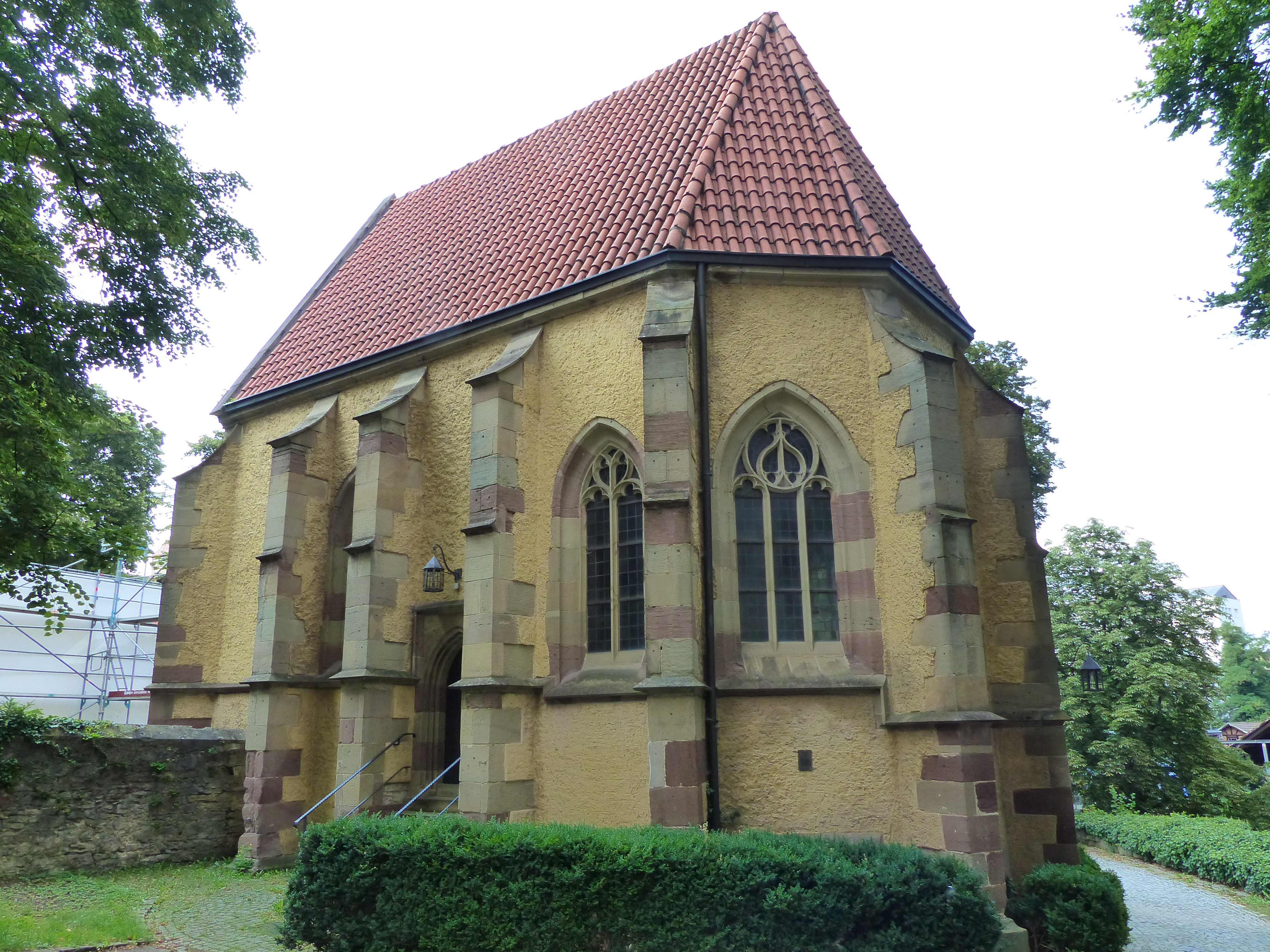
Nonnenkirchle in Waiblingen
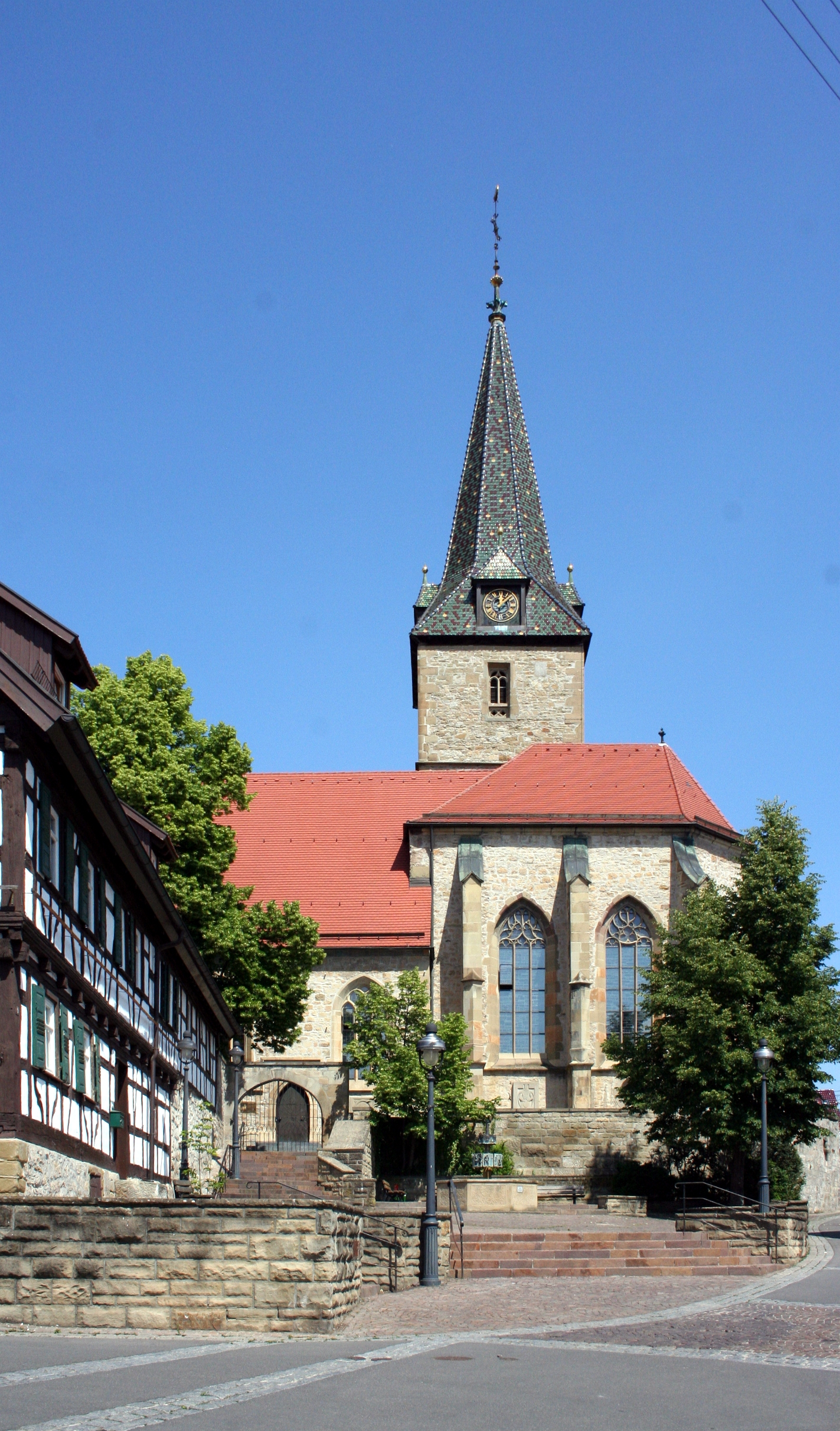
Martinskirche in Kornwestheim

### Januariuskirche (Oßweil)
Die Januariuskirche ist ein um 1491 von Hans von Ulm errichteter, spätgotischer Bau, der ursprünglich von einer Mauer umgeben war. Teile des Turms sind vom Vorgängerbau übernommen. Der Bau erfolgte wohl im Auftrag der ortsansässigen Adelsfamilien. Sie ist heute die evangelische Pfarrkirche im Ludwigsburger Stadtteil Oßweil.

### Margaretenkirche (Aldingen)
Auf der Grundlage einer älteren und kleineren Kirche errichtete Hans von Ulm die Margaretenkirche im spätgotischen Stil. Sie diente sowohl als Dorfkirche als auch als Residenzkirche und Grablege der Herren von Kaltental und beinhaltet neben weiteren historischen Kunstwerken 24 Grabdenkmäler. Heute ist die Margaretenkirche die evangelische Pfarrkirche des Remsecker Stadtteils Aldingen.

### Nonnenkirchle (Waiblingen)
Das Waiblinger Nonnenkirchle ist ein zweigeschossiger Saalbau im spätgotischen Baustil. Seine erste Bauphase datiert ins Jahr 1496. Das Meisterzeichen des Hans von Ulm ist mit 1510 datiert.  Der Name Nonnenkirchle ist auf ein angrenzendes, jedoch im Dreißigjährigen Krieg zerstörtes Nonnenhaus zurückzuführen. Ursprünglich diente das Nonnenkirchle aber wohl als Grabkapelle des unbekannten Stifters. Die Kirche wird heute von der evangelischen Gemeinde der benachbarten Michaelskirche in Waiblingen genutzt.

### Martinskirche (Kornwestheim)
In der Martinskirche war Hans von Ulm für die fünfte Bauphase vom Ende des 15. Jahrhunderts bis 1516 verantwortlich. Er konzipierte einen kompletten Neubau, von dem aber nur der Chor und der Chorseitenturm umgesetzt wurden. 1967 wurde die Kirche nach Süden erweitert, wie es bereits durch Hans von Ulm vorgesehen war. Die Martinskirche ist heute die evangelische Pfarrkirche von Kornwestheim.